# Alberto Pezzotta
Alberto Pezzotta (Milano, 24 luglio 1965) è un critico cinematografico e traduttore italiano.

## Biografia
Collaboratore di Paolo Mereghetti per Il Mereghetti. Dizionario dei film, è noto anche per i suoi testi sul cinema di Hong Kong, di cui è stato uno dei primi studiosi. Dal 2008 fa parte del comitato di selezione della Mostra del Cinema di Venezia.
Scrive sul Corriere della Sera, duellanti, Ciak, Cineforum, Nocturno e Blow Up; in precedenza ha lavorato per Segnocinema, Filmcritica, l'Unità, Linus. Collabora a Il Mereghetti (Baldini Castoldi Dalai), alla Storia del cinema mondiale di Gian Piero Brunetta, alla Storia del cinema italiano del CSC e alla Treccani-Cinema. Ha tradotto numerosi romanzi dall'inglese (Hanif Kureishi, Barry Gifford, James Dickey, Derek Raymond, Harry Crews, Erig Bogosian, Neil Jordan, Chang-rae Lee, Joyce Carrol Oates, Jim Harrison) e dal francese (Hugues Pagan, René Frégni). Ha tenuto lezioni e seminari allo IED di Milano, all'Università IULM di Milano, al Master in Comunicazione Cinematografica dell'Università Cattolica di Milano, al DAMS di Torino.

## Opere

### Libri
- Forme del melodramma , Bulzoni, 1992
- Clint Eastwood (Il Castoro, 1994; Madrid, Cátedra, 1997; seconda edizione: 2007)
- Mario Bava , Il Castoro, 1995; seconda edizione: 1998; terza edizione: 2013
- Martin Scorsese - Taxi Driver, Lindau, 1997; terza edizione: 2007
- Abel Ferrara (Il Castoro, 1999)
- Tutto il cinema di Hong Kong (Baldini&Castoldi, 1999)
- Regia Damiano Damiani, Cec-Cinemazero-Cineteca del Friuli, 2004
- Patrick Tam - Dal cuore della New Wave, Udine Far East Film, 2007
- La critica cinematografica, Carocci, 2007
- Mauro Bolognini, Il Castoro, 2008, con Pier Maria Bocchi
- Associazioni imprevedibili: il cinema di Walerian Borowczyk, Lindau, 2009
- Milano d'Italia, Bompiani, 2011, con Anna Gilardelli
- Il western italiano, Il Castoro, 2012
- Ridere civilmente. Il cinema di Luigi Zampa, Cineteca di Bologna, 2012

### Curatele
- Alberto Moravia, Cinema italiano. Recensioni e interventi 1933-1990, Bompiani 2010, a cura di A.P. e Anna Gilardelli
- Il lungo respiro di Brunello Rondi, Edizioni Sabinae 2010, a cura di Stefania Parigi e A.P.

### Traduzioni
- Woody Allen, A proposito di niente - autobiografia, La nave di Teseo, 2020.
- Quentin Tarantino, C'era una volta a Hollywood, La nave di Teseo, 2021.
- Quentin Tarantino, Cinema Speculation, La nave di Teseo, 2023.